# Bajram Sadrijaj
Bajram Sadrijaj (Augsburg, 1986. augusztus 10. –) albán származású német-koszovói labdarúgó, 2008 és 2010 között a Borussia Dortmund csatára volt.

## Pályafutása

### Klubcsapatokban
Augsburgban született, a TSG Thannhausenben, az FC Memmingenben és a Borussia Dortmund játszott.  2008. augusztus 23-án a Bayern München ellen mutatkozott be a Bundesligában (1-1), amikor a 64. percben Mohammed Zídán helyére állt be.
2011 nyarán Sadrijaj autóbalesetet szenvedett, miközben részt vett egy illegális utcai versenyen. Nekiütközött két parkoló autónak, majd a ház homlokzatának. Az érintettek többsége sértetlenül megúszta, de összesen 91 500 eurós anyagi kár keletkezett.
Az autóbalesetben elszenvedett sérülései miatt Sadrijaj visszavonulni kényszerült.
2013-ban tért vissza a labdarúgáshoz, a TSG Thannhausen együttesében játszott, majd az SC Bubesheimhez igazolt, mielőtt a Türkiyemspor Krumbachhoz csatlakozott volna. A pályafutása végén már kevés játéklehetőséget kapott.

## Fordítás
- Ez a szócikk részben vagy egészben  a   Bajram Sadrijaj című angol Wikipédia-szócikk ezen változatának fordításán alapul.  Az eredeti cikk szerkesztőit annak laptörténete sorolja fel. Ez a jelzés csupán a megfogalmazás eredetét és a szerzői jogokat jelzi, nem szolgál a cikkben szereplő információk forrásmegjelöléseként.